# Ла-Таа
Ла-Таа (ісп. La Taha) — муніципалітет в Іспанії, у складі автономної спільноти Андалусія, у провінції Гранада. Населення — 776 осіб (2010).
Муніципалітет розташований на відстані близько 390 км на південь від Мадрида, 36 км на південний схід від Гранади.
На території муніципалітету розташовані такі населені пункти: (дані про населення за 2010 рік)
- Феррейрола: 110 осіб
- Месіна-Фондалес: 193 особи
- Пітрес: 473 особи

## Демографія
Динаміка населення (INE ):

## Галерея зображень

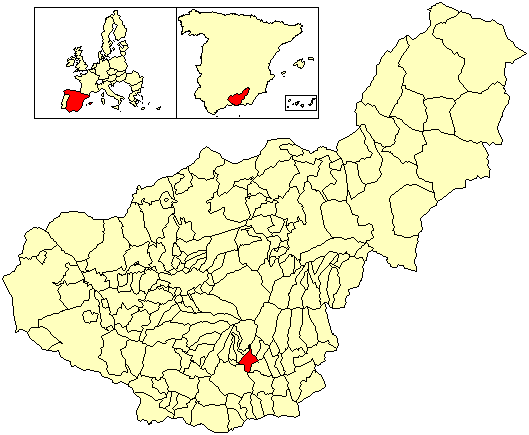
Розташування муніципалітету у провінції Гранада